# Kurt Schuschnigg
Kurt Schuschnigg, puno ime: Kurt Alois Josef Johann Edler von Schuschnigg, (Riva del Garda, 14. prosinca 1897. – Mutters, 18. studenoga 1977.), austrijski političar i državni kancelar Savezne Države Austrije u periodu od 1934. do 1938. godine.
Kurt von Schuschnigg je obnašao razne ministarske poslove u austrijskoj vladi početkom 1930-ih. U srpnju 1934., izabran je za nasljednika ubijenog kancelara Engelberta Dollfussa. 
Iako je podržavao teoriju da su "Austrijanci dio Nijemaca", bio je izričito protiv ujedinjenja s nacističkom Njemačkom, tzv. Anschluss.
Ipak do aneksije je na kraju došlo, a Schuschnigg je morao vlast predati nacistima. 
Von Schuschnigg je odveden na robijanje u sabirni logor u kome je ostao do kraja Drugog svjetskog rata. Bio je jedan od svjedoka protiv nacista u procesu u Nürnbergu.